# Gujdó
A Gujdó a Vitold illetve a Vitus német Veit formájának az olasz alakváltozatából származik.

## Rokon nevek
- Guidó:[1] a Gujdó alakváltozata.

## Gyakorisága
Az 1990-es években  a Gujdó és a Guidó szórványos név, a 2000-es években nem szerepel a 100 leggyakoribb férfinév között.

## Névnapok
- január 12.[2]
- január 15.[2]
- március 30.[2]
- március 31.[2]
- május 11.[2]
- szeptember 12.[2]

## Híres Gujdók, Guidók
- Schenzl Guidó bencés szerzetes, meteorológus, akadémikus, a Magyar Meteorológiai és Földmágnesességi Intézet létrehozója és első igazgatója